# Issa Soumaré
Issa Soumaré (Podor, 10 ottobre 2000) è un calciatore senegalese, attaccante del Le Havre.

## Carriera

### Club
Cresciuto nelle giovanili del Génération Foot, il 22 ottobre 2019 ha firmato il suo primo contratto professionistico con l'Orléans, squadra della Ligue 2. Con questo club debutta il 1º novembre 2019, nella sconfitta per 2-1 contro il Caen.
Il 6 agosto 2021 si trasferisce al Beerschot VA, firmando un contratto pluriennale. Il 31 gennaio 2022 si trasferisce in prestito al Quevilly-Rouen, squadra della Ligue 2, fino al termine della stagione. Il 12 luglio 2022 il prestito al Quevilly-Rouen viene prolungato di una stagione.
Il 3 luglio 2023 firma un contratto triennale con il Le Havre, neopromosso in Ligue 1, e nel 2024 si trasferisce in prestito all'Auxerre.

### Nazionale
Ha disputato una partita con il Senegal under 17. In questa partita ha segnato un gol.

## Statistiche

### Presenze e reti nei club
Statistiche aggiornate al 4 settembre 2024.
| Stagione        | Squadra         | Campionato      | Campionato | Campionato | Coppe nazionali | Coppe nazionali | Coppe nazionali | Coppe continentali | Coppe continentali | Coppe continentali | Altre coppe | Altre coppe | Altre coppe | Totale | Totale | Totale |
| Stagione        | Squadra         | Comp            | Pres       | Reti       | Comp            | Pres            | Reti            | Comp               | Pres               | Reti               | Comp        | Pres        | Reti        | Pres   | Reti   |        |
| --------------- | --------------- | --------------- | ---------- | ---------- | --------------- | --------------- | --------------- | ------------------ | ------------------ | ------------------ | ----------- | ----------- | ----------- | ------ | ------ | ------ |
| 2019-2020       | Orléans         | N1              | 14         | 0          | CF              | 2               | 0               |                    | -                  | -                  |             | -           | -           | 16     | 0      |        |
| 2020-2021       | Orléans         | L2              | 31         | 8          | CF              | 1               | 0               |                    | -                  | -                  |             | -           | -           | 32     | 8      |        |
| Totale Orleans  | Totale Orleans  | Totale Orleans  | 45         | 8          |                 | 3               | 0               |                    | -                  | -                  |             | -           | -           | 48     | 8      |        |
| 2021-gen. 2022  | Beerschot VA    | PL              | 11         | 1          | CB              | 1               | 0               |                    | -                  | -                  |             | -           | -           | 12     | 1      |        |
| gen.-giu. 2022  | Quevilly-Rouen  | L2              | 15+2       | 1+2        | CF              | 0               | 0               |                    | -                  | -                  |             | -           | -           | 17     | 3      |        |
| 2022-2023       | Quevilly-Rouen  | L2              | 38         | 6          | CF              | 1               | 0               |                    | -                  | -                  |             | -           | -           | 39     | 6      |        |
| Totale Quevilly | Totale Quevilly | Totale Quevilly | 53+2       | 7+2        |                 | 1               | 0               |                    | -                  | -                  |             | -           | -           | 56     | 9      |        |
| 2023-gen. 2024  | Le Havre        | L1              | 7          | 0          | CF              | 0               | 0               |                    | -                  | -                  |             | -           | -           | 7      | 0      |        |
| gen.-giu. 2024  | Auxerre         | L2              | 17         | 0          | CF              | 0               | 0               |                    | -                  | -                  |             | -           | -           | 17     | 0      |        |
| 2024-2025       | Le Havre        | L1              | 26         | 5          | CF              | 0               | 0               |                    | -                  | -                  |             | -           | -           | 26     | 5      |        |
| Totale Le Havre | Totale Le Havre | Totale Le Havre | 33         | 5          |                 | 0               | 0               |                    | -                  | -                  |             | -           | -           | 33     | 5      |        |
| Totale carriera | Totale carriera | Totale carriera | 161        | 23         |                 | 5               | 0               |                    | -                  | -                  |             | -           | -           | 166    | 23     |        |

## Palmarès

### Club

#### Competizioni nazionali
- Campionato francese di seconda divisione: 1

Auxerre: 2023-2024